# Welcome to New York (bài hát)
"Welcome to New York" là một bài hát của nữ ca sĩ kiêm sáng tác người Mỹ Taylor Swift. Bài hát được phát hành dưới dạng đĩa đơn quảng bá thứ hai trích từ album phòng thu thứ năm của cô, 1989, vào ngày 20 tháng 10 năm 2014. Welcome to New York nhận được hầu hết là các đánh giá tiêu cực từ phía các nhà phê bình âm nhạc, khi họ chỉ trích phần lời nhạc rập khuôn và buồn tẻ, trong khi nhiều người khác lại gọi bài hát này bắt tai và là "một kiểu bài hát thánh ca bình đẳng mới". Swift quyên góp toàn bộ lợi nhuận của đĩa đơn này cho New York City Department of Education.

## Bối cảnh sáng tác, phát hành và kết cấu
Trong khi bàn bạc về bài hát này cùng E! Online, Swift khẳng định "việc lấy cảm hứng từ một thành phố là điều mà tôi khó có thể diễn tả và so sánh với bất kì nguồn cảm hứng nào mà tôi đã từng trải nghiệm." Cô cũng đồng thời chia sẻ, "Tôi chuyển đến đó cùng với tâm trạng lạc quan và nhìn nhận nó như là nơi có vô số tiềm năng và khả năng. Bạn có thể nghe được điều đó phảng phất trong bài hát này." Cô còn chia sẻ về việc xếp bài hát này đầu tiên trong album "bởi vì New York là nơi quan trọng mà cuộc sống tôi diễn ra trong vòng vài năm trở lại đây. Bạn biết đấy, tôi mơ về việc sống ở New York, tôi bị ám ảnh việc chuyển đến New York và rồi tôi đã thực hiện được điều đó". Câu hát "And you can want who you want/Boys and boys and girls and girls" được xem như là cách mà Swift ủng hộ quyền bình đẳng của cộng đồng LGBT.
"Welcome to New York" là một bản synthpop được sáng tác bởi Swift và Ryan Tedder, và được sản xuất bởi chính Swift, Tedder và Noel Zancanella. Bài hát dài 3 phút 32 giây (3:32). Bài hát được phát hành dưới dạng tải nhạc số trên hệ thống iTunes vào ngày 20 tháng 10 năm 2014. Trước lần phát hành kĩ thuật số chính thức, Swift từng hé lộ 30 giây nhạc mẫu của bài hát này trên YouTube.

## Đánh giá chuyên môn
"Welcome to New York" ban đầu nhận được nhiều đánh giá tiêu cực từ phía các nhà phê bình âm nhạc. Jim Farber từ New York Daily News chỉ trích bài hát này khi cho rằng "Khác với các bài hát ca ngợi thành phố ta trước đây, bài hát của Swift lại thiếu tính đại chúng và phản biện của những bài hát khác bởi Sinatra, Billy Joel hay Alicia Keys/Jay Z." Jen Carlson từ Gothamist gọi đây là "bài ca về NYC tồi nhất mọi thời đại." Trên tờ Headline Planet, Brian Cantor chỉ trích gay gắt bài hát này vì tính "nhạt nhẽo, rời rạc, sáng tác sáo rỗng... chỉ rập khuôn nói về cuộc sống nơi phố thị." Tạp chí Music Times cho rằng "Bài hát này quá rực rỡ và lạc quan, gần như không vì lý do gì cả. Swift, người từng được biết đến bởi chiều sâu cá nhân trong việc sáng tác, nay lại tỏ ra hào nhoáng trước những chuyện tình tan vỡ hay những bất đồng trước đây để bước chân đến New York." Trên Mic Music, Tom Barnes cho rằng bài hát có "phần ca từ thật điên rồ, còn phần nhạc thì buồn tẻ." Julianne Escobedo Shepherd từ Jezebel cảm thấy Swift như đang "đùa cợt vào thời điểm này." Esther Zuckerman của Entertainment Weekly chỉ ra rằng bài hát "ca tụng cả thành phố... nhưng chỉ lướt qua bề mặt."
Dù vậy, bài hát nhận được nhiều phản hồi khả quan hơn trong tuần lễ phát hành album. Forrest Wickman từ Slant Magazine nhìn nhận bài hát như "một bản thánh ca synth-pop cao vút mà bạn có thể tưởng tượng được hát bởi Katy Perry." Trong khi Daniel D'Addario từ Time khẳng định đây là "một kiểu bài hát thánh ca bình đẳng mới", thì Nate Scott từ USA Today tiếp tục ca ngợi bài hát là "bản thánh ca New York tiếp theo". Jason Lipshutz từ Billboard cho bài hát 3/5 sao và đề cao tính "tự nhiên" của bài hát, đồng thời so sánh nó với các bài hát mở đầu album trước đây của Swift.

## Diễn biến thương mại
Bài hát đạt đến vị trí thứ 48 trên Billboard Hot 100, trở thành bài hát thứ 62 của Swift tại đó. Tại Hot Digital Songs, bài hát đạt vị trí thứ 5 với 84,000 bản được tiêu thụ trong tuần đầu phát hành. Tại khu vực châu Âu, bài hát có nhiều tín hiệu khả quan hơn, khi đạt đến vị trí thư 6 tại New Zealand, thứ 16 tại Hungary, thứ 19 trên Canadian Hot 100, thứ 21 tại Tây Ban Nha, thứ 23 tại Úc, thứ 27 tại Đan Mạch và vị trí thứ 39 tại Anh Quốc.

## Những người thực hiện
Đội ngũ tham gia sản xuất 1989 dựa trên phần bìa ghi chú.
| - Taylor Swift – hát chính, người viết bài hát, nhà sản xuất - Ryan Tedder - nhà sản xuất, thu âm, người viết bài hát, giọng nền, dương cầm, juno - Noel Zancanella - nhà sản xuất, lập trình trống, bộ tổng hợp - Smith Carlson - thu âm - Eric Eylands - trợ lý thu âm | - Matthew Tryba - trợ lý thu âm - Serban Ghenea – phối khí - John Hanes – trợ lý phối khí - Tom Coyne – chủ nhiệm |  |

## Xếp hạng
| Bảng xếp hạng (2014)            | Thứ hạng cao nhất |
| ------------------------------- | ----------------- |
| Úc (ARIA)                       | 23                |
| Canada (Canadian Hot 100)       | 19                |
| Đan Mạch (Tracklisten)          | 27                |
| Pháp (SNEP)                     | 85                |
| Hungary (Single Top 40)         | 16                |
| New Zealand (Recorded Music NZ) | 6                 |
| Tây Ban Nha (PROMUSICAE)        | 21                |
| Anh Quốc (OCC)                  | 39                |
| Hoa Kỳ Billboard Hot 100        | 48                |

## Lịch sử phát hành
| Quốc gia | Ngày phát hành       | Định dạng   | Nhãn thu âm         |
| -------- | -------------------- | ----------- | ------------------- |
| Hoa Kỳ   | 20 tháng 10 năm 2014 | Tải nhạc số | Big Machine Records |